# تاتوم (نيومكسيكو)
تاتوم (بالإنجليزية: Tatum town, New Mexico)‏ هي بلدة تقع بولاية نيومكسيكو في الولايات المتحدة. تبلغ مساحتها 4.12 كم2، وترتفع عن سطح البحر 1,219 م، بلغ عدد سكانها 798 نسمة في عام 2010 حسب إحصاء مكتب تعداد الولايات المتحدة وتصل الكثافة السكانية فيها 193.7 نسمة لكل كيلومتر مربع (501.7/ميل2).

## التركيبة السكانية
حدّد مكتب تعداد الولايات المتحدة بيانات التركيبة السكانية لتاتوم في تعداد الولايات المتحدة. في ما يلي، التركيبة السكانية حسب تعدادي 2000 و2010.

### تعداد عام 2000
بلغ عدد سكان تاتوم 683 نسمة بحسب تعداد عام 2000، وبلغ عدد الأسر 267 أسرة وعدد العائلات 194 عائلة مقيمة في البلدة. في حين سجلت الكثافة السكانية 165.8 نسمة لكل كيلومتر مربع (429.4/ميل2). وبلغ عدد الوحدات السكنية 391 وحدة بمتوسط كثافة قدره 94.9 لكل كيلومتر مربع (245.8/ميل2).
وتوزع التركيب العرقي للبلدة بنسبة 65.45% من البيض و1.02% من الأمريكيين الأفارقة و0.59% من الأمريكيين الأصليين و0.15% من سكان جزر المحيط الهادئ و30.31% من الأعراق الأخرى و2.49% من عرقين مختلطين أو أكثر و37.34% من الهسبانيون أو اللاتينيون من أي عرق.
بلغ عدد الأسر 267 أسرة كانت نسبة 34.1% منها لديها أطفال تحت سن الثامنة عشر تعيش معهم، وبلغت نسبة الأزواج القاطنين مع بعضهم البعض 61% من أصل المجموع الكلي للأسر، ونسبة 7.9% من الأسر كان لديها معيلات من الإناث دون وجود شريك، بينما كانت نسبة 3.7% من الأسر لديها معيلون من الذكور دون وجود شريكة وكانت نسبة 27.3% من غير العائلات. تألفت نسبة 25.8% من أصل جميع الأسر من عدة أفراد يعيشون في نفس المنزل ونسبة 12.4% كانت تتألف من شخص يعيش بمفرده يبلغ من العمر 65 عاماً أو أكثر. وبلغ متوسط حجم الأسرة المعيشية 2.56، أما متوسط حجم العائلات فبلغ 3.08.
بلغ العمر الوسطي للسكان 38.5 عاماً. وكانت نسبة 28.1% من القاطنين تحت سن الثامنة عشر، وكانت نسبة 6.9% بين الثامنة عشر والرابعة والعشرين عاماً، ونسبة 25.5% كانت واقعةً في الفئة العمرية ما بين الخامسة والعشرين والرابعة والأربعين عاماً، ونسبة 23.7% كانت ما بين الخامسة والأربعين والرابعة والستين، ونسبة 15.8% كانت ضمن فئة الخامسة والستين عاماً فما فوق. يوجد لكل 100 أنثى 96.8 ذكر، ويوجد لكل 100 أنثى في الثامنة عشر من عمرها فما فوق 95.6 ذكر.
بلغ متوسط دخل الأسرة في البلدة 28,833 دولارًا، أما متوسط دخل العائلة فبلغ 33,393 دولارًا. وكان متوسط دخل الذكور 31,111 دولارًا مقابل 19,750 دولارًا للإناث. وسجل دخل الفرد الخاص بالبلدة 11,728 دولارًا. وكانت نسبة 16.6% من العائلات ونسبة 18.7% من السكان تحت خط الفقر، وكان من هؤلاء نسبة 21.8% تحت سن الثامنة عشر ونسبة 21.6% في الخامسة والستين من العمر وما فوق.

### تعداد عام 2010
بلغ عدد سكان تاتوم 798 نسمة بحسب تعداد عام 2010، وبلغ عدد الأسر 312 أسرة وعدد العائلات 215 عائلة مقيمة في البلدة. في حين سجلت الكثافة السكانية 193.7 نسمة لكل كيلومتر مربع (501.7/ميل2). وبلغ عدد الوحدات السكنية 360 وحدة بمتوسط كثافة قدره 87.4 لكل كيلومتر مربع (226.4/ميل2).
وتوزع التركيب العرقي للبلدة بنسبة 80.20% من البيض و1.38% من الأمريكيين الأفارقة و0.88% من الأمريكيين الأصليين و0.88% من الأمريكيين ذوي الأصول الآسيوية و0.13% من سكان جزر المحيط الهادئ و15.41% من الأعراق الأخرى و1.13% من عرقين مختلطين أو أكثر و44.24% من الهسبانيون أو اللاتينيون من أي عرق.
بلغ عدد الأسر 312 أسرة كانت نسبة 35.6% منها لديها أطفال تحت سن الثامنة عشر تعيش معهم، وبلغت نسبة الأزواج القاطنين مع بعضهم البعض 50% من أصل المجموع الكلي للأسر، ونسبة 13.5% من الأسر كان لديها معيلات من الإناث دون وجود شريك، بينما كانت نسبة 5.4% من الأسر لديها معيلون من الذكور دون وجود شريكة وكانت نسبة 31.1% من غير العائلات. تألفت نسبة 27.2% من أصل جميع الأسر من عدة أفراد يعيشون في نفس المنزل ونسبة 8% كانت تتألف من شخص يعيش بمفرده يبلغ من العمر 65 عاماً أو أكثر. وبلغ متوسط حجم الأسرة المعيشية 2.56، أما متوسط حجم العائلات فبلغ 3.10.
بلغ العمر الوسطي للسكان 37.1 عاماً. وكانت نسبة 29.4% من القاطنين تحت سن الثامنة عشر، وكانت نسبة 6.6% بين الثامنة عشر والرابعة والعشرين عاماً، ونسبة 23.4% كانت واقعةً في الفئة العمرية ما بين الخامسة والعشرين والرابعة والأربعين عاماً، ونسبة 25.6% كانت ما بين الخامسة والأربعين والرابعة والستين، ونسبة 14.9% كانت ضمن فئة الخامسة والستين عاماً فما فوق. وتوزع التركيب الجنسي للسكان بنسبة 48.1% ذكور و51.9% إناث.